# Vėžaičiai
Vėžaičiai je městys v západní části Litvy, v Žemaitsku, v Klajpedském kraji, okres (lit.: savivaldybė) Klaipėda, při silnici Gargždai - Plungė a při staré Žemaitské magistrále, 6 km na východ od okresního města Gargždai. Od roku 1784 zde stojí dřevěný barokní kostel Svatého Kazimíra (na pravém břehu říčky Skinija, která je levým přítokem řeky Minija, na ní je na východním okraji obce Vėžaičiajský rybník). Kolem severního okraje obce protéká levý přítok řeky Minija jménem Gerdaujė.
V městysu je také základní škola, pošta (PSČ: LT-96008), od roku 1967 je zde filiálka Zemědělského institutu (obdoba Vysoké školy zemědělské), v bývalé konírně paláce Volmerů je nyní kulturní dům, dvůr Volmerů s přilehlým 12,1 ha parkem.

## Minulost
Dvůr Volmerů je zmiňován od roku 1567, ves vznikla při něm. Kazimieras Volmeras roku 1784 postavil kostel a jeho syn Leonardas v něm instaloval oltáře a zvony. Dynastie Volmerů se zde udržela až do poloviny čtyčicátých let XX. století. Základní škola je zde od roku 1919.